# 松倉村
松倉村（まつくらむら）は、かつて富山県下新川郡にあった村。

## 沿革
- 1889年（明治22年）4月1日 - 町村制の施行により、下新川郡松倉村、金山谷村、観音堂村、古鹿熊村、鹿熊村、池谷村、室田村、稗畠村、北山村、坪野村、鉢村、河原波村、小菅沼村、虎谷村、大熊村、平椿村及び上新川郡大浦村の区域の一部の区域をもって、下新川郡松倉村が発足する。
- 1952年（昭和27年）
  - 3月14日 - 村議会が合併への同意を議決する[3]。
  - 4月1日 - 下新川郡魚津町、道下村、片貝谷村、加積村、経田村、天神村、上中島村、下中島村、西布施村、上野方村、下野方村及び松倉村が合併して、魚津市が発足する。

## 政治

### 村長
出典→
1. 武隈重弘（1889年5月25日 - 1896年2月8日）
2. 河崎与三右衛門（1896年5月21日 - 1900年5月13日）
3. 武隈兼良（1900年5月21日 - 1901年11月27日）
4. 森元右衛門（1902年1月13日 - 1903年8月11日）
5. 酒井与吉郎（1903年10月7日 - 1905年3月2日）
6. 高縁五郎右衛門（1905年3月17日 - 1909年12月22日）
7. 谷口廉造（1910年4月12日 - 1913年1月26日）
8. 高縁五郎右衛門（1913年2月22日 - 1917年2月21日）
9. 石崎淳一（1917年3月16日 - 1918年4月30日）
10. 谷口廉造（1918年9月27日 - 1922年4月1日）
11. 木下茂（1922年4月21日 - 1925年10月28日）
12. 堀田善平（1925年11月4日 - 1926年11月27日）
13. 雛形幸次郎（1926年12月16日 - 1930年12月15日）
14. 島沢与作（1931年2月21日 - 1935年2月20日）
15. 酒井源太郎（1935年2月26日 - 1939年2月25日）
16. 川平直作（1939年3月13日 - 1943年3月12日）
17. 高橋与次郎（1943年3月18日 - 1946年12月5日）
18. 河崎浅之助（1947年4月6日 - 1948年4月6日）
19. 清河七良（1948年5月25日 - 1952年3月31日）

## 経済

### 産業
農業
耕作地は西北部にあるのみである。他は概ね森林をなす。農蚕を主生業とし、米を主産する。また用材・木炭を産する。『大日本篤農家名鑑』によれば松倉村の篤農家は、「高縁五郎右衛門、石崎榮次郎、谷口麗造、富川清一郎、富川與三右衛門、清河茂助」などがいた。武隈粂次郎は農業を営み、材木商である
この他、大豆、小豆、栗、サツマイモ、ムシロなどを生産していた。

## 名所・旧跡
- 北山鉱泉[5]
- 坪野鉱泉[5]
- 松倉城[5]